# Seychellum alluaudi
Seychellum alluaudi é uma espécie de caranguejo de água doce [en] endêmica das Seicheles, sendo o único caranguejo verdadeiramente de água doce nesse país. Habita riachos em florestas tropicais nas ilhas graníticas de maior altitude do arquipélago. Apesar de ser potencialmente abundante, pouco se sabe sobre sua biologia. Caso a qualidade de seu habitat decline, S. alluaudi pode se tornar ameaçado, mas atualmente é classificado como vulnerável na Lista Vermelha da IUCN.
Originalmente descrito como uma espécie do gênero Deckenia [en] em 1893 e 1894, S. alluaudi foi posteriormente separado em um gênero monotípico, Seychellum. Seus parentes mais próximos são as duas espécies do gênero Deckenia, ambas encontradas na África Oriental. Diversas hipóteses foram propostas para explicar como Seychellum chegou à sua localização isolada, incluindo pontes terrestres submersas e eventos de vicariância antigos, embora o transporte através do oceano aberto seja considerado a explicação mais provável.
Os adultos apresentam coloração de amarelo escuro a marrom e possuem uma carapaça quadrangular com cerca de 50 mm de largura. As quelas (pinças) são de tamanhos diferentes. Seychellum difere de Deckenia em várias características, como o comprimento das pernas e antenas, e pelo fato de as pernas de Deckenia serem achatadas, enquanto as de Seychellum são normais.

## Descrição
Seychellum alluaudi é o único caranguejo verdadeiramente de água doce nas Seicheles; todos os outros caranguejos verdadeiros do arquipélago possuem larvas [en] marinhas. É comum que caranguejos de água doce tenham ovos grandes, característica também observada em Seychellum, cujos ovos têm cerca de 3,5 mm de diâmetro, descritos por Rathbun como "muito grandes".
Os espécimes adultos atingem uma largura de carapaça entre 30 e 52 mm, com um comprimento equivalente a cerca de 80% da largura. A carapaça é quase quadrangular e relativamente plana, em contraste com o contorno mais arredondado de seu parente mais próximo, Deckenia. Sua superfície é rugosa, com tubérculos dispersos, e é dividida em regiões distintas por sulcos. Uma crista elevada percorre sinuosamente a parte frontal da carapaça, interrompida por um sulco central e por sulcos nas laterais. A cor de Seychellum é descrita como "amarelo escuro, que se torna francamente marrom na parte anterior da carapaça".
As antenas são muito pequenas (menores que as de Deckenia), e as quelas (pinças) são de tamanhos diferentes. Enquanto Deckenia possui pernas ambulatórias distintamente achatadas, as de Seychellum são normais. Em geral, Rathbun concluiu que Seychellum alluaudi "difere de Deckenia [...] em tantos aspectos que as espécies dificilmente serão confundidas".

## História taxonômica
Seychellum alluaudi foi descrito pela primeira vez em 1893 por Alphonse Milne-Edwards e Eugène Louis Bouvier, como uma espécie do gênero Deckenia, Deckenia alluaudi; o epíteto específico homenageia Charles A. Alluaud [en], que coletou os espécimes utilizados. Sem conhecimento dessa descrição, Mary J. Rathbun [en] descreveu "Deckenia cristata" em 1894, em um artigo publicado no Proceedings of the United States National Museum [en]; sua descrição baseou-se em espécimes doados ao United States National Museum por William Louis Abbott [en], que viajou às Seicheles em 1890. Na época, a única outra espécie do gênero era Deckenia imitatrix, da costa da África Oriental, e uma segunda espécie (Deckenia mitis), também da África Oriental, foi adicionada em 1898. Rathbun sinonimizou Deckenia cristata e Deckenia alluaudi em 1906. As três espécies de Deckenia na época foram consideradas suficientemente distintas de outros caranguejos para justificar sua colocação em uma subfamília separada (Deckeniinae) ou família (Deckeniidae).
Em 1995, Peter K. L. Ng, Zdravko Števčić e Gerhard Pretzmann revisaram a família Deckeniidae, conforme circunscrita na época, e concluíram que "D alluaudi" não poderia ser acomodado com as outras espécies de Deckenia no mesmo gênero, ou mesmo na mesma família. Eles descreveram um novo gênero, Seychellum, e a espécie assumiu seu nome atual. Colocaram Seychellum na família Gecarcinucidae [en], deixando Deckenia como o único gênero na família Deckeniidae, restringindo sua distribuição ao continente africano. Após vários estudos filogenéticos, Cumberlidge et al. reduziram esse táxon a uma subfamília da família maior Potamonautidae [en], e Seychellum é novamente considerado parte dela.

## Distribuição e biogeografia
Seychellum alluaudi é endêmico das ilhas graníticas [en] no grupo interno das Seicheles, no oeste do Oceano Índico. Está presente nas quatro maiores ilhas graníticas – Mahé, La Digue, Silhouette e Praslin – e vive em riachos montanhosos que atravessam florestas tropicais.
Os parentes mais próximos de Seychellum são as duas espécies de Deckenia [en] do continente africano. A forma bilobada do último segmento do palpo mandibular [en], que foi usada para argumentar uma relação próxima entre Seychellum e caranguejos indianos da família Gecarcinucidae, não parece ser um caráter filogenético confiável.
A presença de uma espécie estritamente de água doce nas Seicheles é difícil de explicar do ponto de vista biogeográfico. Várias explicações possíveis foram propostas:
- Em 1902, antes do desenvolvimento da tectônica de placas, Arnold Edward Ortmann [en] sugeriu que pontes terrestres conectavam as Seicheles a outras massas de terra.[2]
- Também foi proposto que os ancestrais de Deckenia e Seychellum viviam em uma massa de terra que incluía as Seicheles e o continente africano, que se separaram por deriva continental;[2] acredita-se que Gondwana se fragmentou há 160 milhões de anos atrás,[8] com as Seicheles se separando da placa indiana entre 68 a 65 milhões de anos atrás.[10] Uma origem antiga seria apoiada pela ausência de caranguejos de água doce em ilhas oceânicas na mesma região, como Maurício e Reunião.[10]
- Por fim, o ancestral de Seychellum pode ter cruzado o oeste do Oceano Índico por dispersão por jangada, talvez em um período em que o planalto de Mascarenhas [en] era maior devido a níveis mais baixos do mar.[2] A maior extensão do planalto de Mascarenhas também pode explicar como a espécie está agora presente em quatro ilhas distintas do arquipélago das Seicheles.[11] O tempo de divergência entre Seychellum e Deckenia foi estimado independentemente em 27 a 8 milhões de anos[12] e 12 a 5,5 milhões de anos atrás.[11] Relata-se que Seychellum é mais tolerante à água salgada do que outras famílias de caranguejos de água doce, o que pode ter permitido sua sobrevivência durante a dispersão entre o continente africano e o Banco das Seicheles.[13]

Pesquisas mais recentes favorecem a dispersão transoceânica, mas alguma incerteza permanece.

## Estado de conservação
Dos cinco critérios avaliados pela IUCN para sua Lista Vermelha, quatro não podem ser avaliados em Seychellum alluaudi devido à falta de informações. Sob o critério restante, que mede a distribuição geográfica da espécie, ela se qualificaria como ameaçada se houvesse um "declínio na qualidade do habitat". No entanto, a espécie é abundante em alguns locais e está presente em uma área protegida, sendo, portanto, classificada como vulnerável.